# Nhacra
Nhacra és una vila i un sector de Guinea Bissau, situat a la regió d'Oio. Té una superfície 265 kilòmetres quadrats. En 2008 comptava amb una població de 21.839 habitants.